# David Muta
David Muta (ur. 24 października 1987) – piłkarz papuaski grający na pozycji pomocnika.

## Kariera klubowa
Karierę piłkarską Muta rozpoczął klubie Hekari United. W Hekari zadebiutował w pierwszej lidze papuaskiej. Wraz z Hekari pięciokrotnie wywalczył mistrza Papui-Nowej Gwinei w 2008, 2009, 2010, 2011 i 2012. W 2010 roku wywalczył również klubowe mistrzostwo Oceanii. W 2012 przeszedł do australijskiego klubu Sunshine Coast, który występuje w Queensland State League.

## Kariera reprezentacyjna
W reprezentacji Papui-Nowej Gwinei Muta zadebiutował w 2011. W 2012 roku uczestniczył z kadrą narodową w Pucharze Narodów Oceanii 2012, który był jednocześnie częścią eliminacji Mistrzostw Świata 2014.